# Lepidura tuberosa
Lepidura tuberosa là một loài tò vò trong họ Ichneumonidae.